# Герб Молдавского княжества
Герб Молдавского княжества — государственный символ Молдавского княжества; один из главных государственных символов княжества, наряду с государственным флагом. На протяжении своей истории подвергался различным изменениям.

## Гипотезы о возникновении
Центральной геральдической фигурой герба Молдавского княжества, является голова тура (зубра). Когда и в какой среде возникло представление о символе суверенной территории в виде головы тура, исследователи не смогли пока ответить с определённой уверенностью. Некоторые из них пытались рассмотреть происхождение символа в виде головы тура через призму древнего охотничьего культа, существовавшего в Северных Карпатах и оканчивавшегося убиением и жертвоприношением тура (зубра) на берегу реки, что, в частности, может объяснить как легенду об основании Молдавии, так и геральдическое изображение только головы, а не всего животного.
Согласно версии анонимного летописца: 

Однажды Драгош со своими спутниками отправился на охоту на диких зверей. В высоких горах он напал на след тура и, преследуя его, пересёк горы и вышел к прекрасной равнине. Он настиг и убил тура возле реки под ивой, там же он устроил пир. Драгош со спутниками по воле Бога решили поселиться в этой стране. Они вернулись и рассказали своим товарищам о прекрасной стране с реками и источниками. Те тоже решили пойти в эту страну и выбрать себе землю, так как она не была населена, и на границе татарские кочевники пасли свои стада. Они попросили венгерского князя Владислава отпустить их, и тот с большим сожалением позволил им переселиться. И они пошли из Марамуреша вместе с товарищами, их жёнами и детьми, через горы и леса к месту, где Драгош убил тура, и поселились там, так как им понравилось та местность. Они выбрали Драгоша князем и воеводой, как самого мудрого. Так по воле Божьей была основана Молдавия. И воевода Драгош первым поселился на реке Молдова, и заселил Байю и другие земли, и постановил, чтобы княжеским гербом для всей страны была голова тура. Правил он в течение двух лет.— Славяно-молдавские летописи XV—XVI. — М., 1976.
И. Н. Мэнеску, опираясь на легенду о Драгоше, предполагает, что этот древний культ — убиение зверя — является символом покорения и устранения местного династа, обладавшего родовым знаком в виде головы тура. Р. Гассауэр обнаруживает ряд геральдических изображений в виде головы тура (зубра) в гербах разных стран и провинций (Мекленбург-Шверин, Мекленбург-Стрелиц, Сигет-Марамуреш), в родовых гербах венгерского дворянина Баласса, шведа Оксенштерна, в польских гербах (Глова Бавола, Венява), а также в гербах городов Калиц и Познань. Он же выдвинул гипотезу о том, что один из местных династов в первой половине XIV века, возможно, получил в свой герб изображение головы тура (зубра) от Владислава I Локетека по случаю победного похода против Бранденбургов (1325) с участием молдавских воинов. Позднее род династа либо угас, либо был покорён другим, а герб стал символом молдавской земли.
В своих исследованиях Г. Брэтяну полагал, что трансильванский воевода Николай Сирока, затеявший крестовый поход против татар в 1343 году от имени своего сюзерена короля Людовика, мог наделить геральдическим знаком в виде головы тура одного из молдавских воевод, отличившихся в сражениях.
Г. Балш, приведя факт присутствия коронованной головы зубра на гербе польской провинции Калиц, склонен видеть польское влияние на происхождение герба Молдавии.
Р. Вуя утверждает авторство Драгоша в создании своего фамильного герба, возможно, потому что родина его Сигет (Трансильвания), в гербе которого существует геральдическое изображение головы тура, а может быть, в знак памяти о его легендарной охоте. М. Берза и Д. Черноводяну считают, появления государственного герба связано с именем Богдана I. К. Кирицеску связывает появления герба Молдавии с именем Петра I Мушата.
Центральная геральдическая фигура (голова тура) герба дополнена сопутствующими элементами. Одним из них является звезда, расположенная между рогами. По левую и правую сторону головы, символ солнца — роза (розетка) и полумесяц. Полумесяц известен в польской, немецкой и венгерской геральдике с XII века, где он всегда сочетался с символом солнца.

## Единое княжество
Первое известное изображение герба Молдавии — голова тура (зубра) со звездой между рогами, с розой и полумесяцем по бокам появляется на печати Петра Мушата от 1377 года. На печати содержится легенда: «Petrus voivoda Moldaviensis». Герб появился и на монетах чеканки Петра Мушата. На лицевой стороне монет, таких как гроши, изображался династический герб дома Анжу — щит с тремя балками в первом поле и лилиями во втором; на оборотной стороне голова тура с лировидно-изогнутыми рогами, между которыми помещена пятиконечная звезда, а по бокам расположены розетка и полумесяц — династическая эмблема Мушатинов. Господарские печати всегда изображали голову тура и обычно содержали легенду на славянском языке. Как например: «Печать ИО Романа воевода Земле Молдавской» на печати к документу от 30 марта 1392 года. Голова быка на протяжении XIV века использовалась лишь как династическая эмблема дома Мушатинов, и только постепенно, начиная с конца правления Александра I Доброго и вплоть до Стефана III Великого стала государственным символом.
На печати к грамоте, подписанной Александром Добрым значится: «Печать Олександра воеводы, господарь Земли Молдавской». На печатях второй половины XV века — Стефана Великого герб Молдавии сопровождает легенда по славянски: «Печать ИO Стефана воевода господар Земли Молдавской». К XVII веку к гербу Молдавии стали добавлять регалии господаря: буздуган (булаву) и меч.
Герб Молдавии воспел в стихах великий молдавский книжник митрополит Дософтей:
«Голова тура, знатного зверя,

Означает недюжинную силу страны…».
С начала XVIII века начинается возрождение молдавской символики: появляются печати с качественными изображениями герба государства на манер польских и российских печатей — в окружении гербов территорий.

Печать Петра I Мушата, 1387
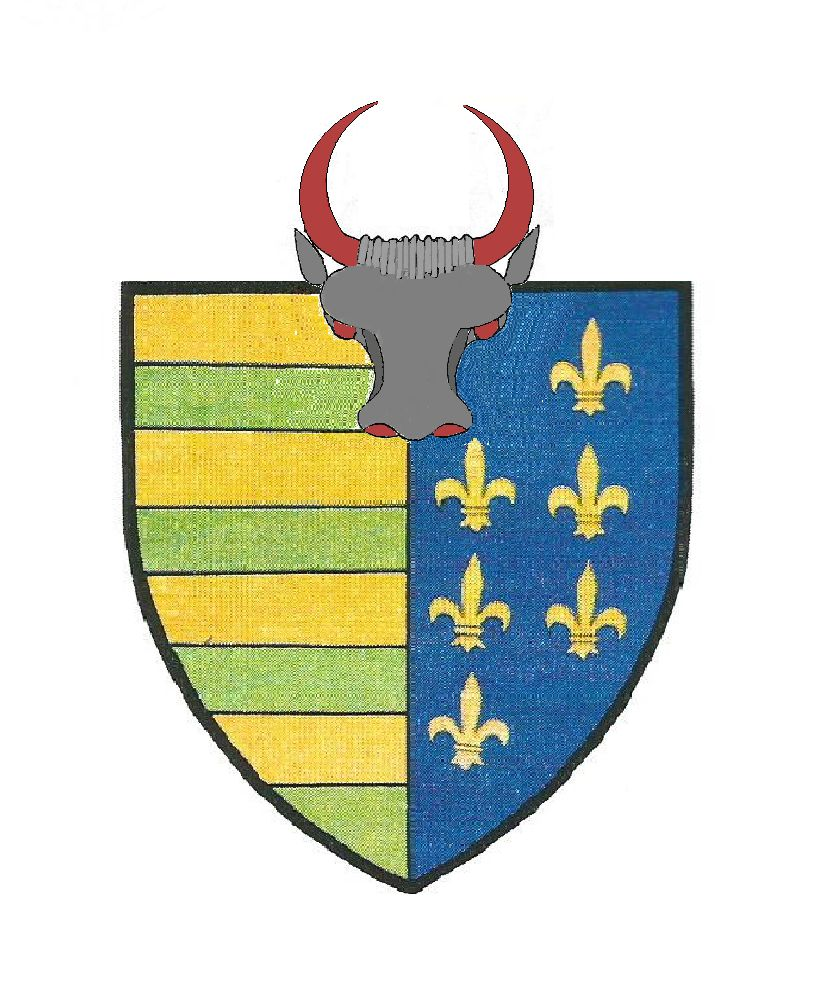
Герб Александра I Доброго, 1400—1432
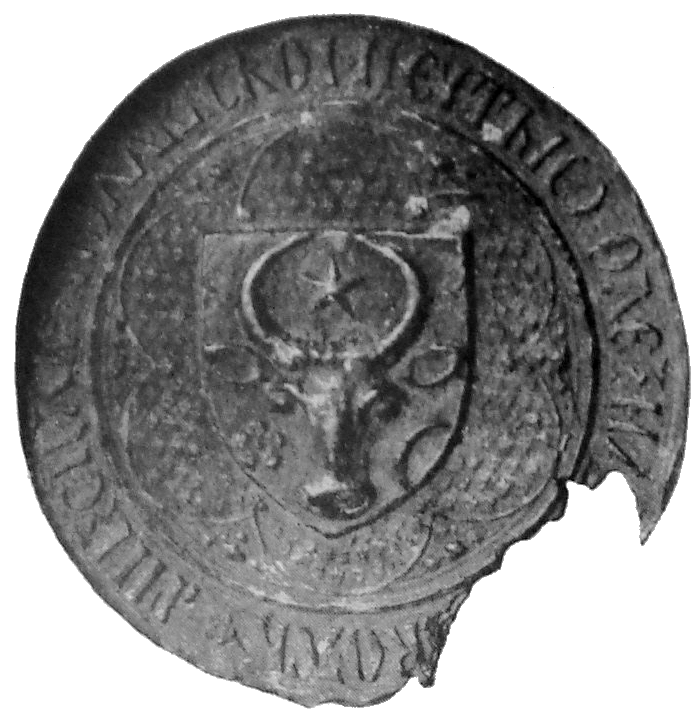
Печать Александра Доброго, 1400—1432
Печать Стефана III Великого, 1457—1504
Прорисовка герба с печати Стефана III Великого
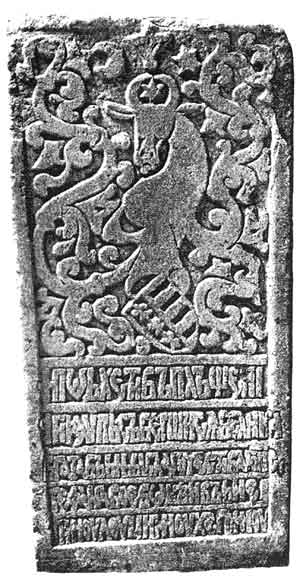
Герб Молдавии, 1476
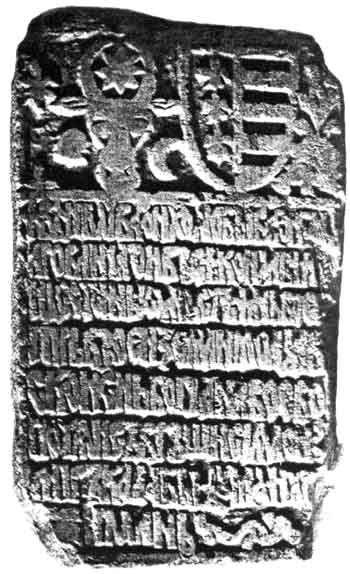
Герб Молдавии, 1479
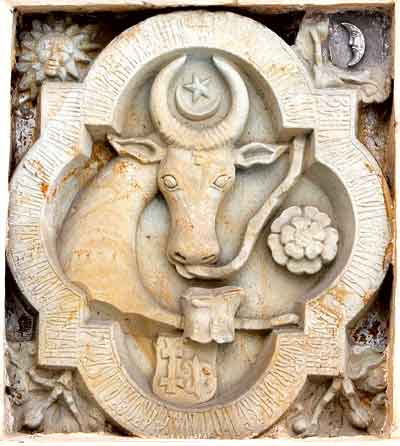
Герб Молдавии, 1481
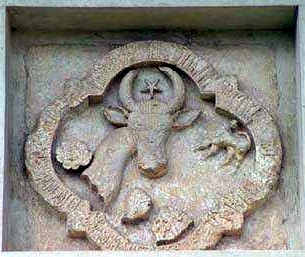
Герб Молдавии, 1559
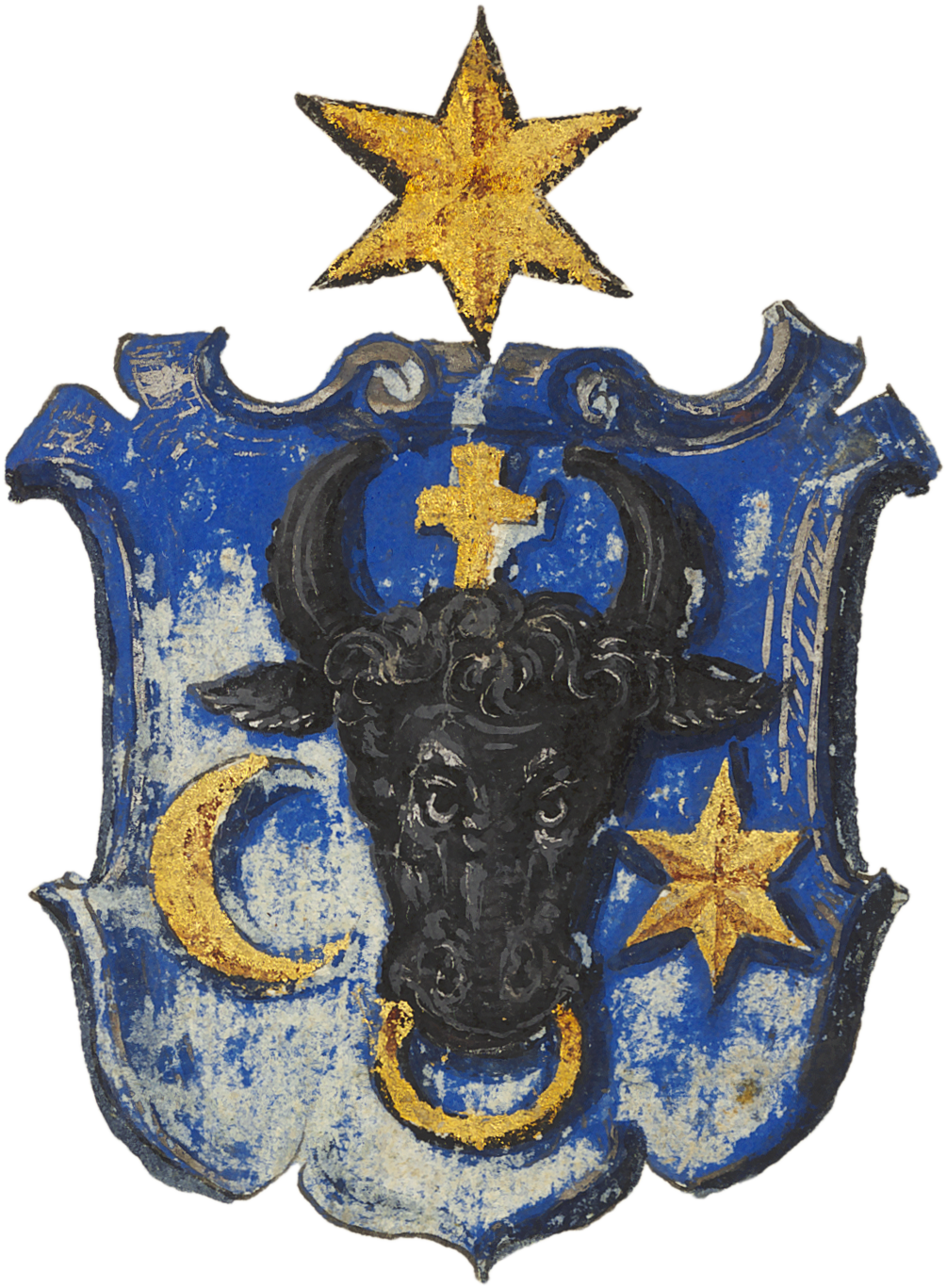
Герб Деспота Водэ, 1561
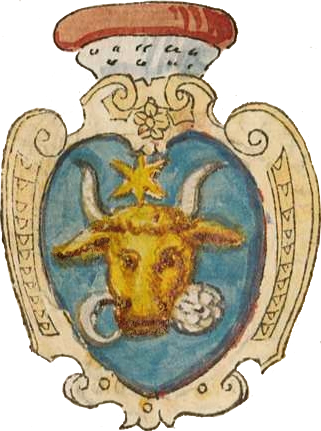
Герб из немецкого гербовника, примерно 1586
Герб Арона Тирана
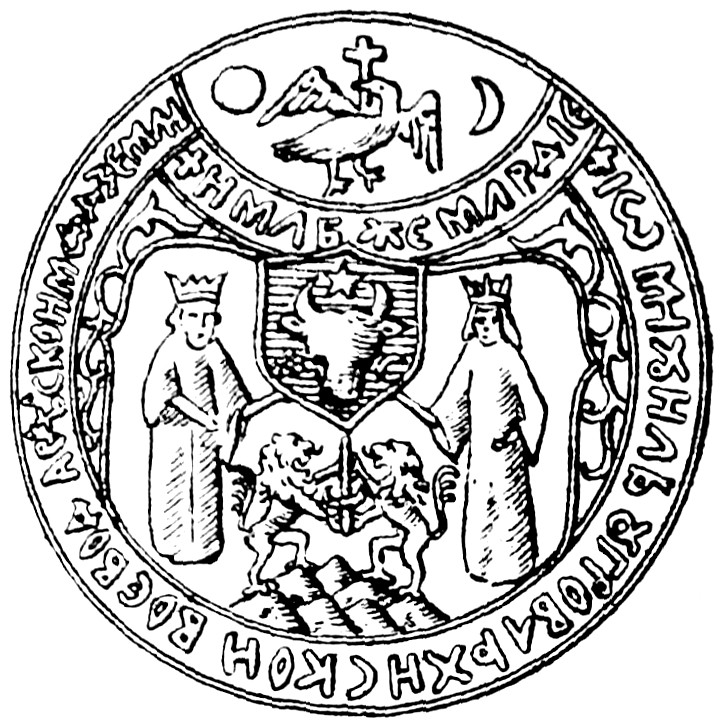
Фамильный герб Михая Храброго, около 1600
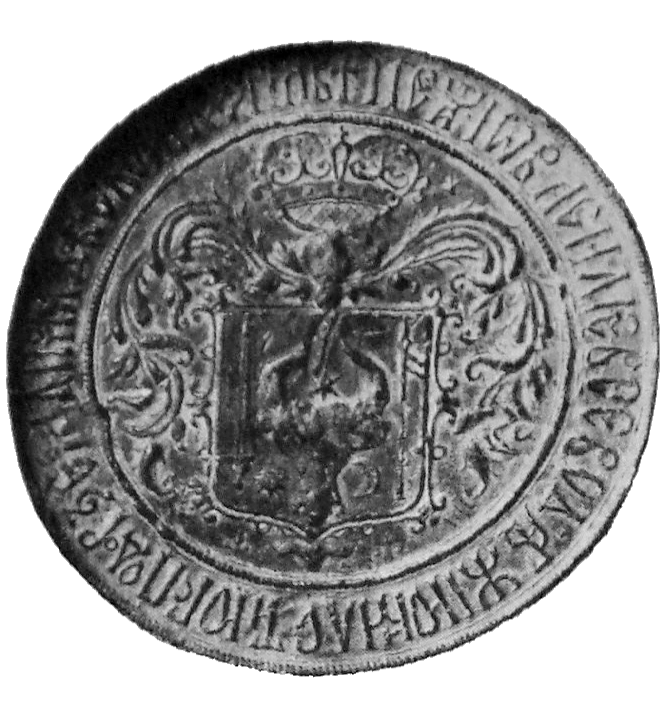
Печать Василия Лупу, 1641
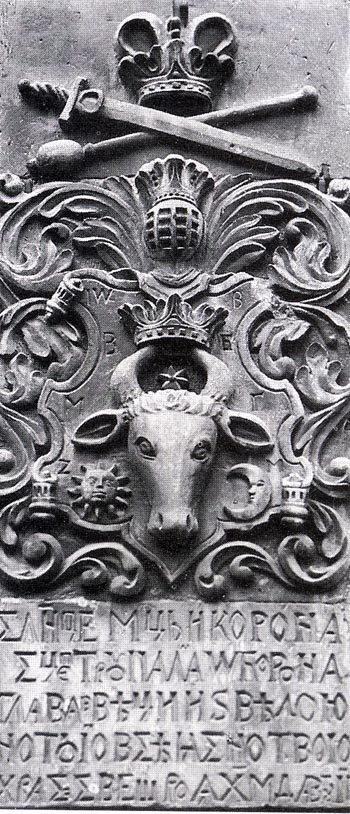
Герб Молдавии, 1641
Герб Молдавии при Василие Лупу, 1643
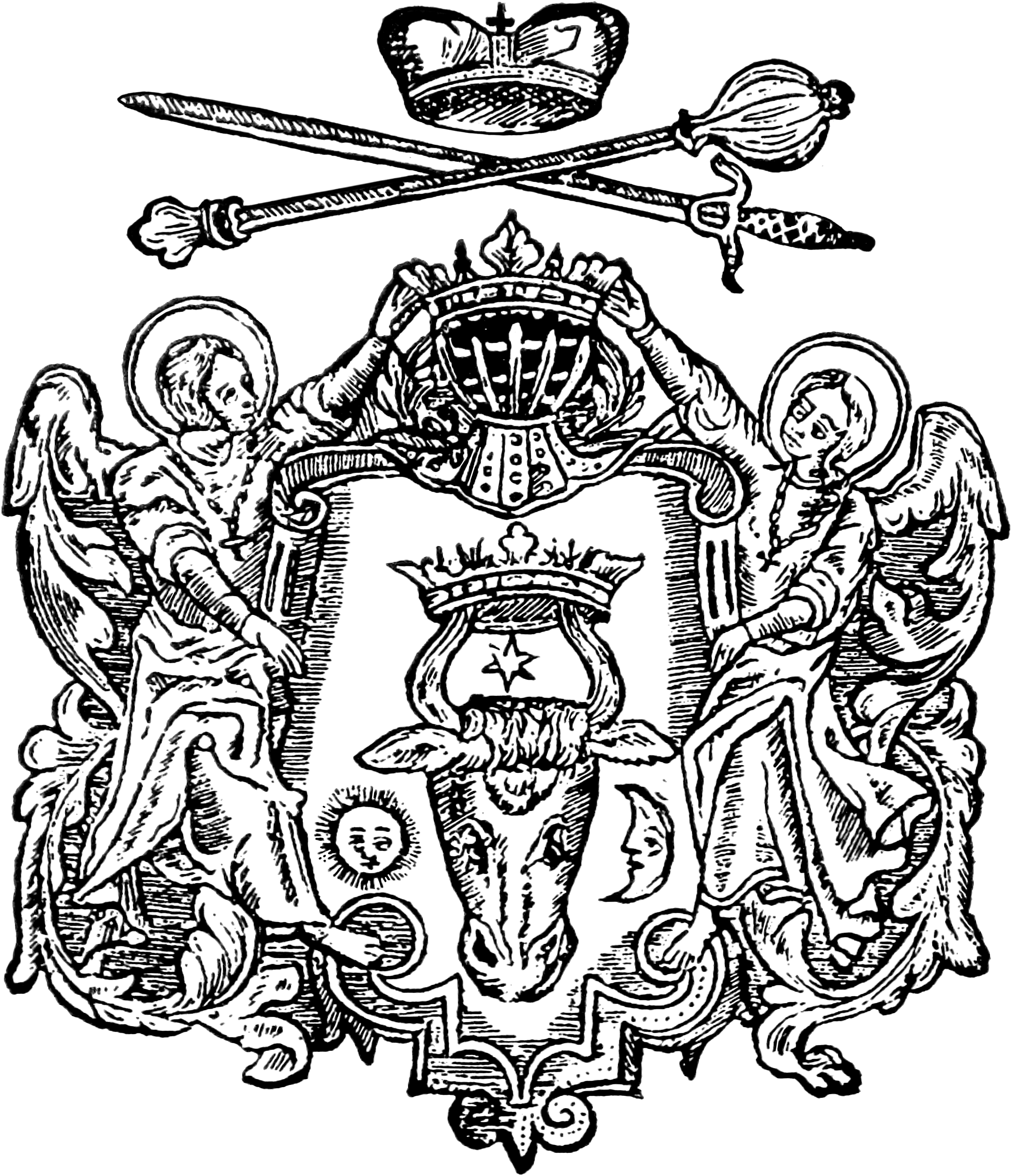
Герб Молдавии при Василие Лупу, 1646
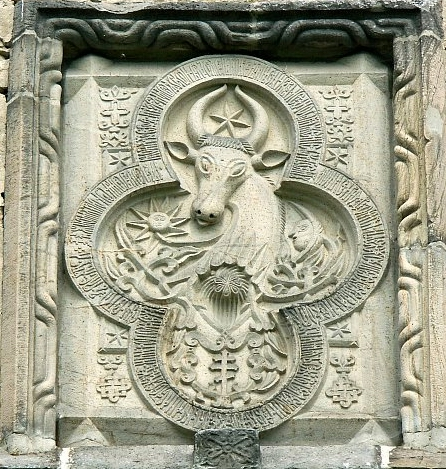
Герб Молдавии, XVII век
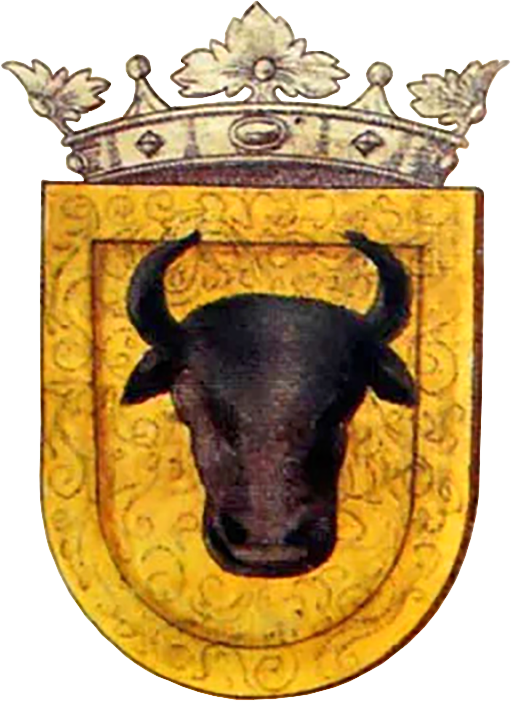
Герб из «Стемматографии» П. Р. Витезовича, 1702
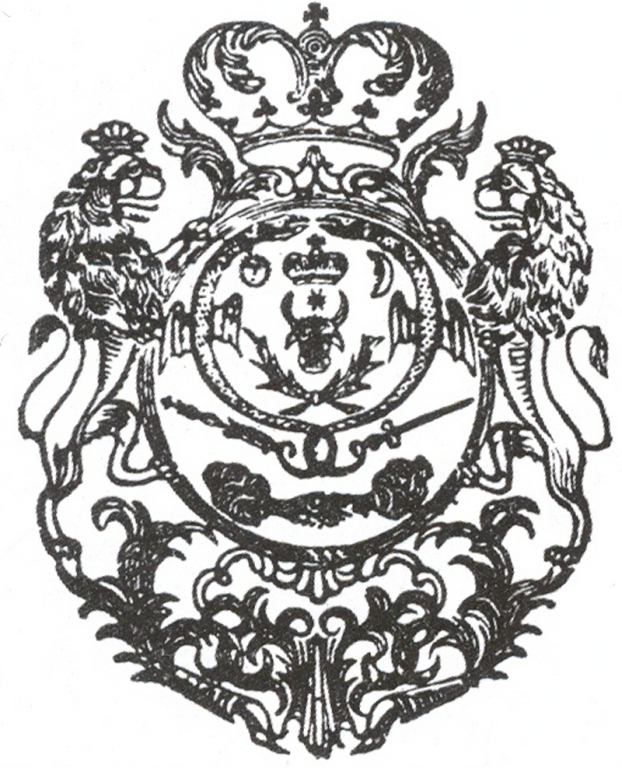
Герб Молдавии при правлении Михая Раковицэ, 1716
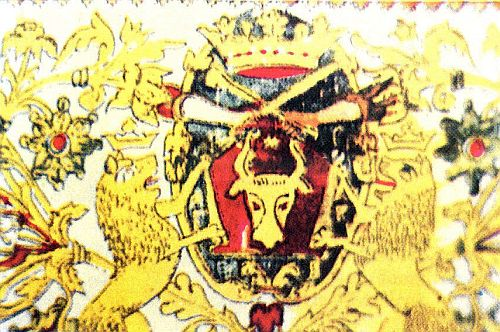
Герб Молдавии, 1775
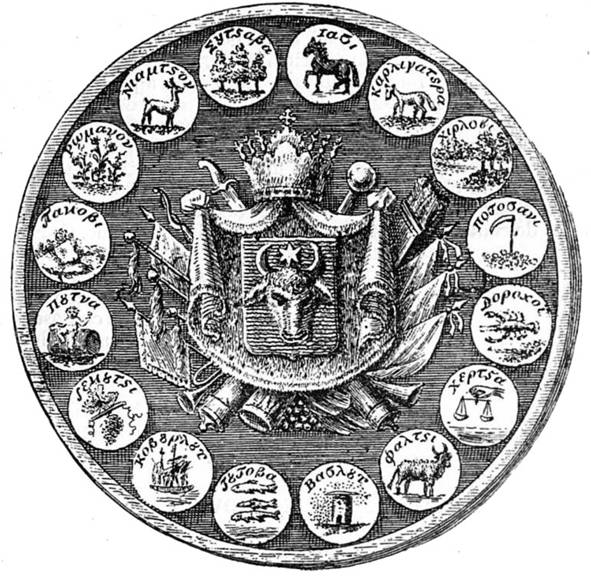
Герб Молдавии времён Александр Мурузи, 1806-1807. Поле щита — лазурь.
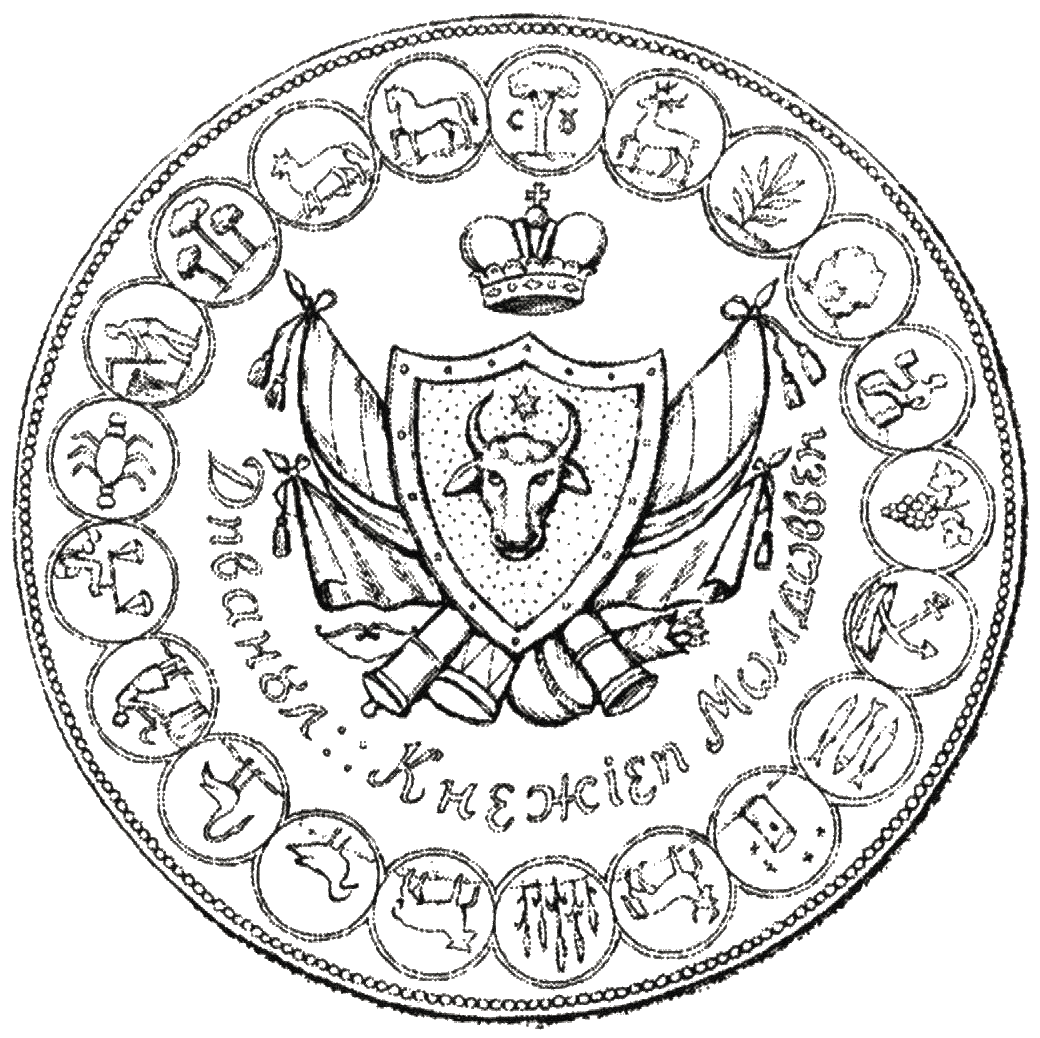
Печать дивана Молдавии, 1807. Поле щита — золото.
Герб Молдавии при Скарлате Каллимаки, около 1812. Поле щита — золото.

## Западная часть княжества
После 1812 года восточная часть княжнества (междуречья Днестра и Прута) присоединяется к Российской империи и создаётся Бессарабская область, в 1873 году преобразованная в губернию. Окончательно территория губернии сформировалась в 1878 году. Западная часть княжества осталось вассалом Оттоманской империи. С 1812 года поле герба княжества — синее. После 1821 года, когда добруджа вошла в состав княжества и появился выход к морю, к гербу как щитодержатели добавляются дельфины.
C января 1832 года главой русской администрации Павлом Дмитриевичем Киселёвым был введён Органический регламент. Он, в том числе, предусматривал национальную символику. Вскоре при Михаиле Стурдзе появляются цветные изображения герба и военных знамён, где на синем фоне золотая голова тура со звездой между рог. Затем над гербом появляется княжеская корона, и весь герб по европейской традиции размещается на княжеской мантии. На паспортах княжества 1855 года поле герба изображено красно-синим, аналогично флагу.

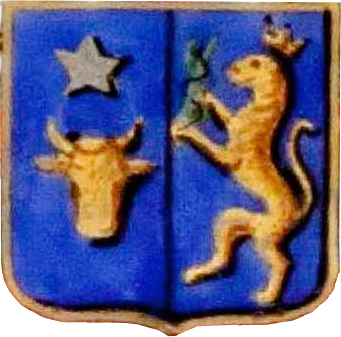
Герб Михаила Стурдзы
Малый герб. Прорисовка со знамени батальона княжества, 1849
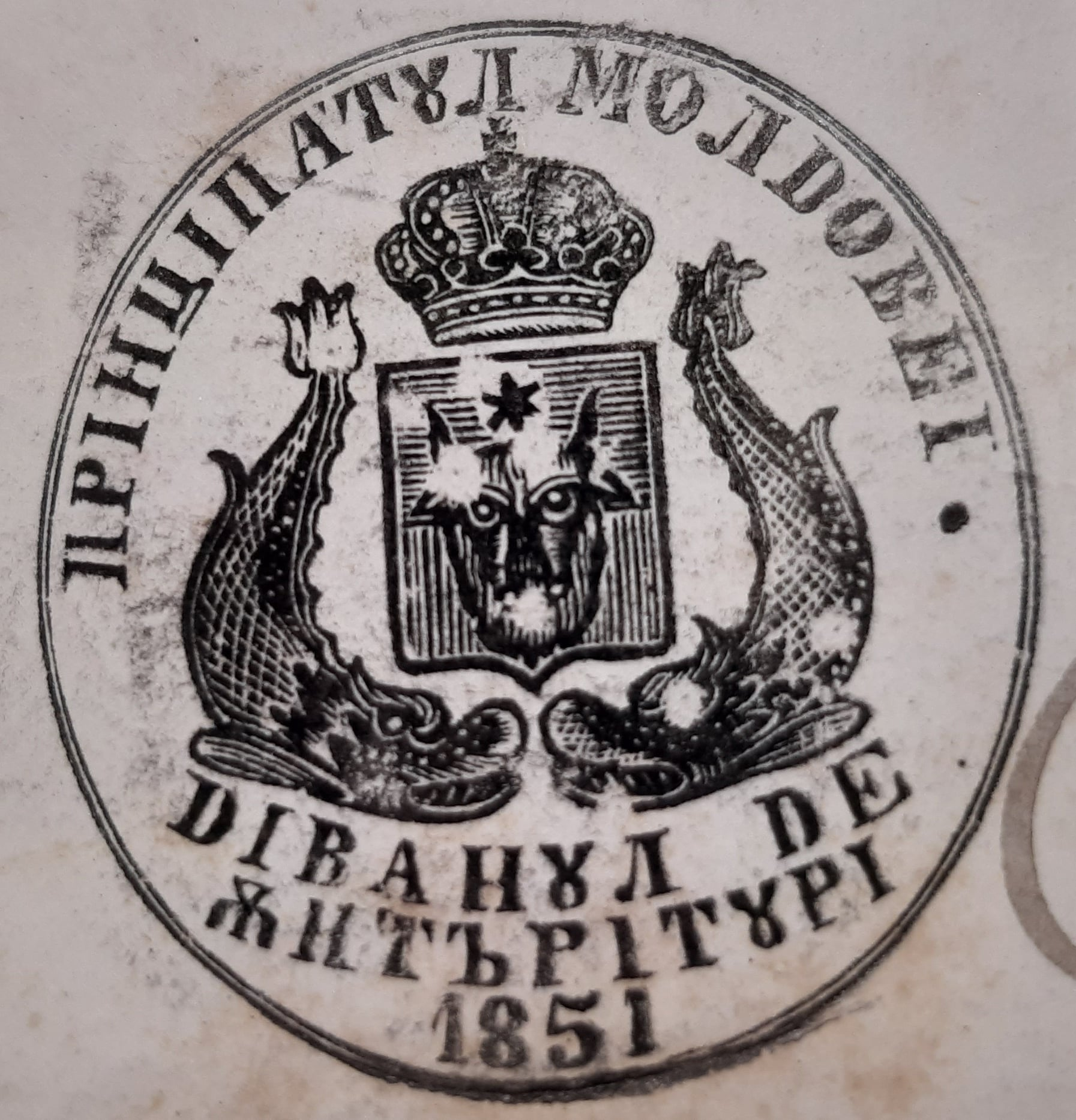
Герб 1851 года с молдавским текстом валахо-молдавской азбукой
Большой герб. Прорисовка с паспорта, 1855.
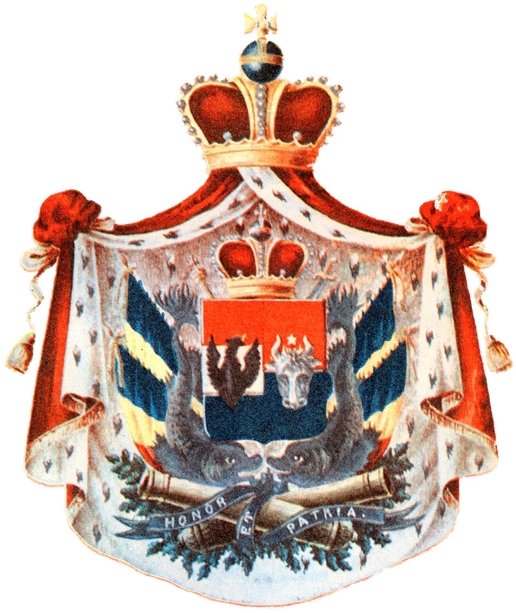
Молдавский герб в составе проекта герба Объединенных княжеств Валахии и Молдавии, 1860

Изменения цветов герба в XIX веке
1806—1807 годы при Александре Морузи
1812—1819 годы при Скарлате Каллимаки
1834 при Михаиле Стурдзе
1849 при Григорие Гике
1849—1855 годы при Григорие Гике
1855 при Григорие Гике
1859 — Соединённые княжества Молдавии и Валахии
1863 — Соединённые княжества Молдавии и Валахии
1872 — Соединённые княжества Молдавии и Валахии

## Бессарабия
Русско-турецкие войны способствовали освобождению земель между Прутом и Днестром от османского владычества. По Бухарестскому мирному договору 16 мая 1812 года они были присоединены к Российской империи. После присоединения, восточная часть Молдавского княжества и Буджак получили название Бессарабская область, а с 1873 года Бессарабская губерния. С этого момента Бессарабией стали называть Бессарабскую губернию.
В архиве Кишинёва сохранился герб Бессарабской области. Герб Бессарабской области утверждён Николаем Первым 2 апреля 1826 года: «щит пересечён; в верхнем червлёном поле российский двуглавый орел с сердцевидным московским щитком на груди, венком и факелом в лапах; в нижнем золотом поле голова тура (зубра)».
Новый вариант герба принят Александром Вторым 5 июля 1878 года. Выглядел он следующим образом: «В лазуревом щите золотая голова тура (зубра), с червлёными глазами, языком и рогами, сопровождаемая, между рогами, золотой о пяти лучах звездой и по бокам вправо, серебряной розой о пяти лучах и влево таковым же полумесяцем, обращённым влево. Кайма из цветов Империи. Щит увенчан Императорской короной и окружён золотыми дубовыми листьями, соединёнными Андреевской лентой».

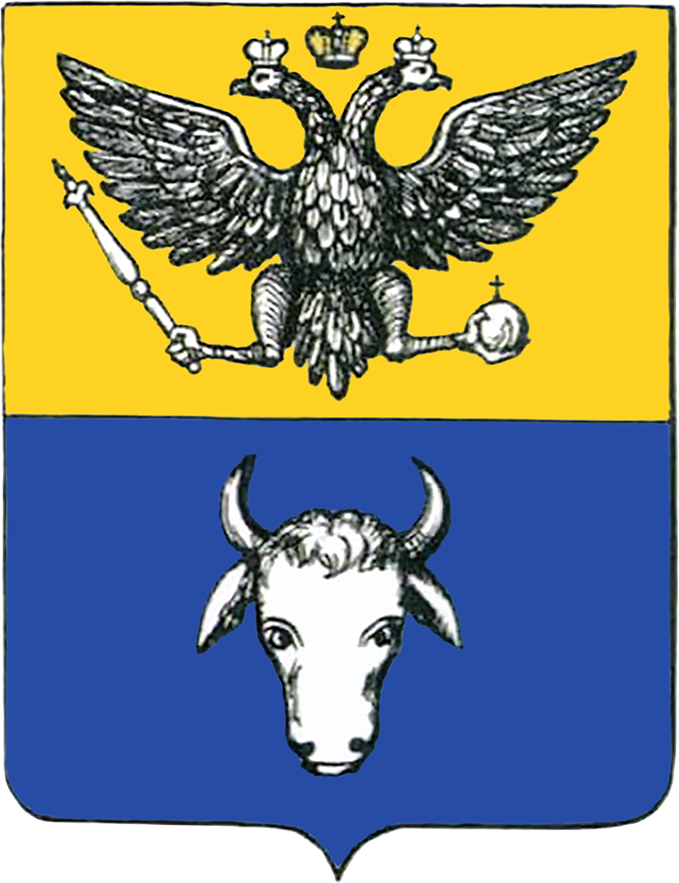
Герб Бессарабской области, 1815
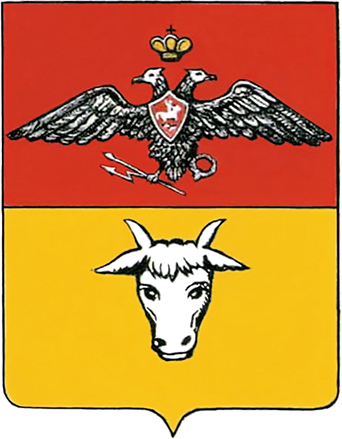
Герб Бессарабской области. Утверждён 2 апреля 1826 года
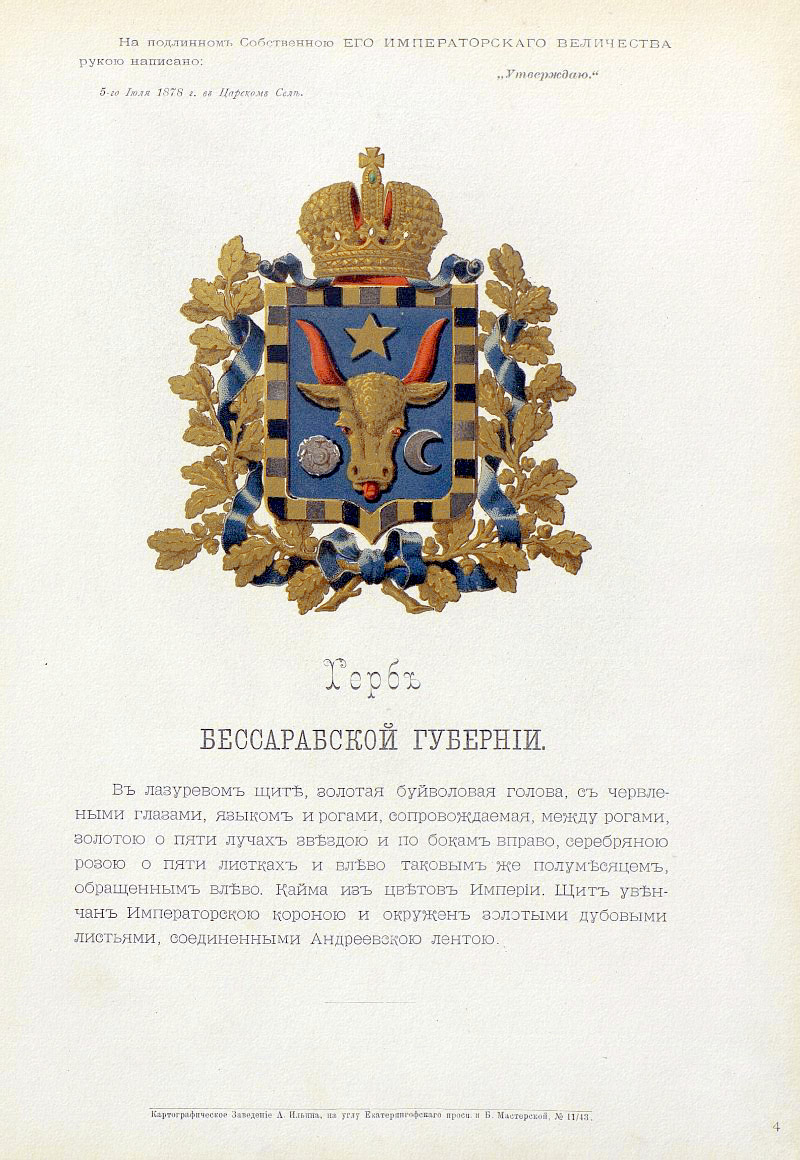
Официальное описание в Гербовнике МВД Российской империи, 1880
Герб губернии, 1878

## Молдавский символ у других стран

#### Польское королевство
В XVI веке многие вопросы государственного устройства Молдавского княжества не решались без участия польской шляхты. В этот период Польша даже считала Молдавию своей территорией и изображала молдавский герб в своих документах наряду с гербами польских воеводств.

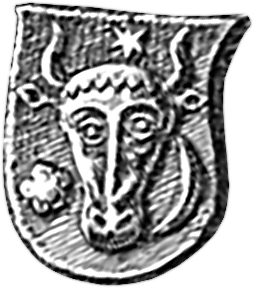
Герб Молдавии на печати Александра Ягеллончика, до 1506 года
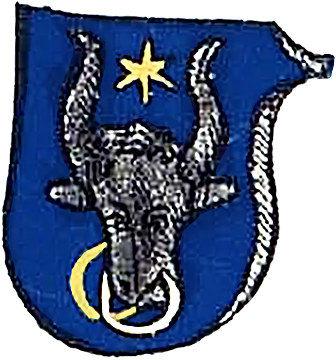
Герб «Волошского воеводства» из польского статута Яна Лаского, 1506
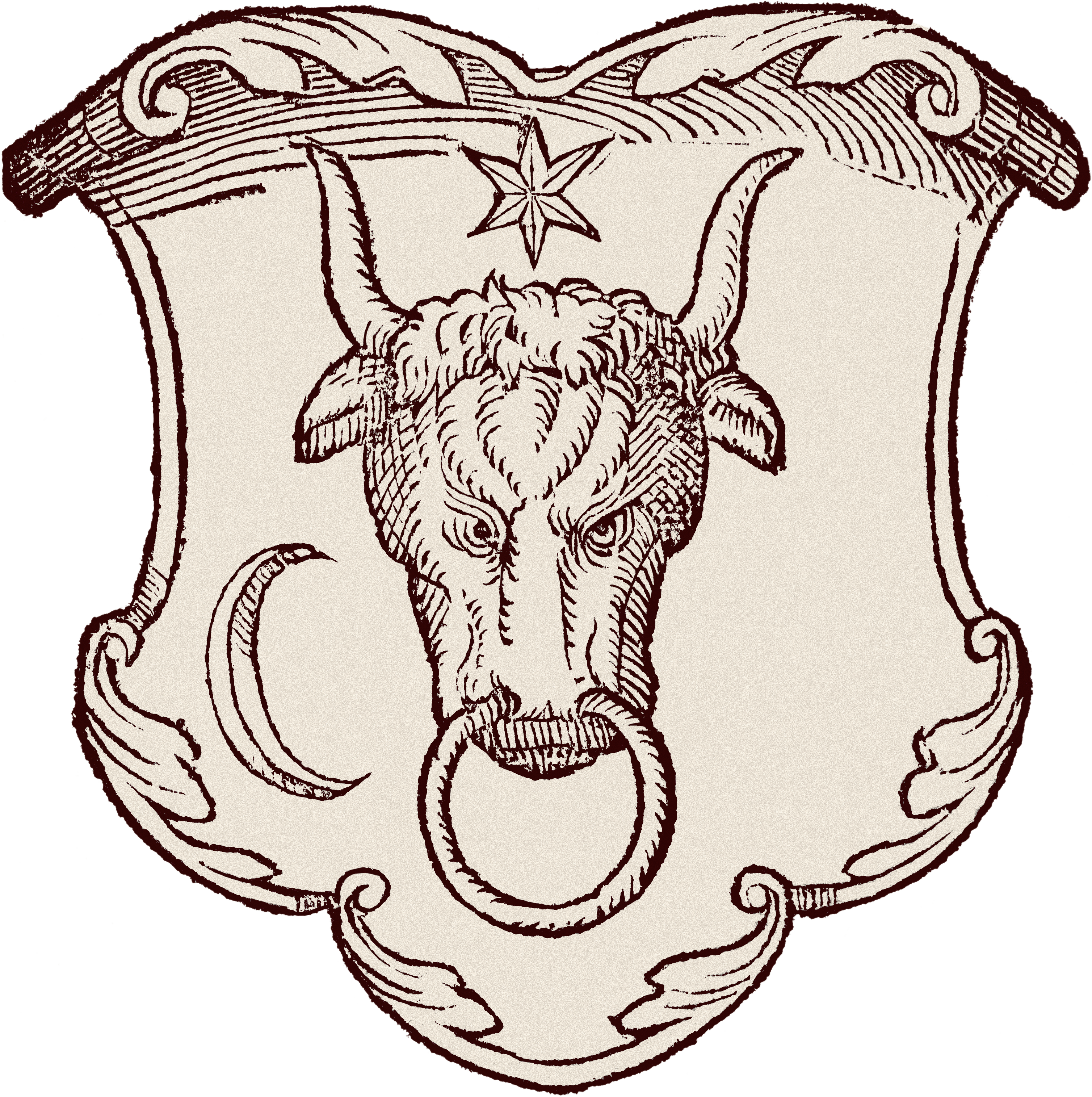
Из польского гербовника 1562 года М. Амбражевского
Герб «Волошского воеводства» из книги Б. Папроцкого «Herby rycerstwa polskiego», 1858
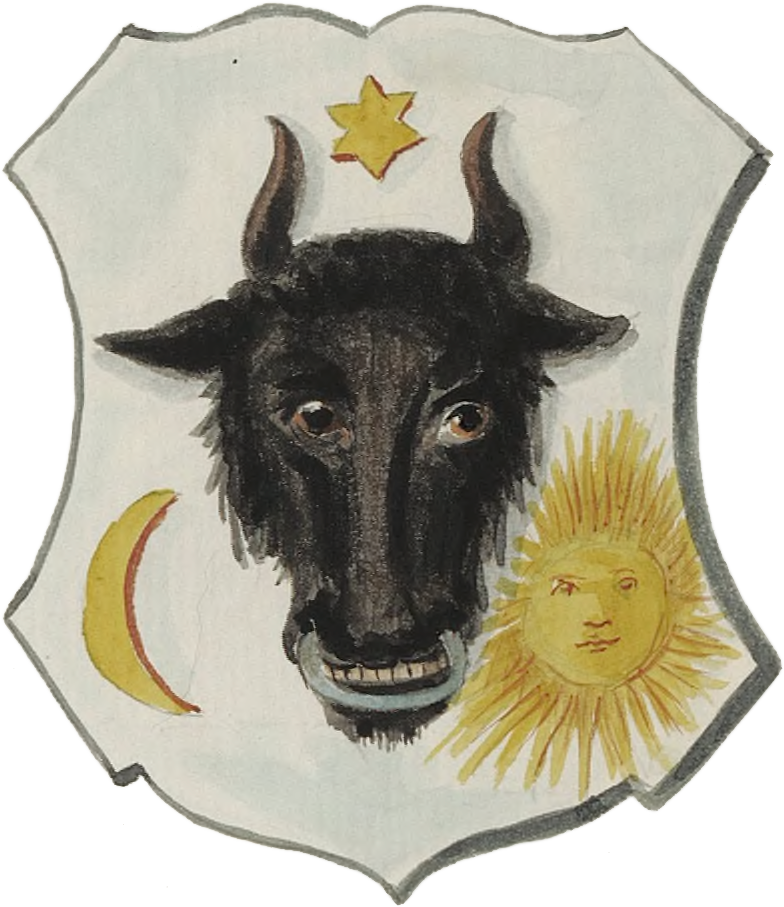
Герб «Волошского воеводства» из гербовника XIX века.

#### Российская империя
В 1768 году была достигнута договоренность с прорусски настроенными боярами Валахии о совместных действиях русских войск и валахов. После того, как русские войска в сентябре 1769 года вступили в Яссы и были торжественно встречены митрополитом Гавриилом с боярством, в Валахии вспыхнуло восстание, завершившееся освобождением Бухареста, арестом господаря Григория Гики и переходом власти к Пырву Кантакузино. Население Молдавии и Валахии с энтузиазмом приняло участие в войне на стороне русских войск. Благодаря Кючук-Кайнарджийскому миру 1774 года, а также Ясскому договору 1791 года Молдавия и Валахия получили целый ряд прав автономий. Россия приобретала право покровительства над княжествами. Русско-турецкие войны серьезно облегчили положение Дунайских княжеств.
При Екатерине II в 1776 году в связи с упразднением Запорожской Сечи, для защиты южных границ из «молдавских выходцев» Новороссийской губернии составлен Молдавский гусарский (поселенный) полк. В том же году утвержден герб Молдавского гусарского полка: «подобный предъидущему [т.е. в верхней части выходящий двуглавый орёл], только нижняя часть вся красная, с изображением золотой воловьей головы». Молдавские гусары носили ментики и кивера основных геральдических цветов Молдавского княжества — красного и синего. Эти же цвета использовались и при разработке полковых знамён.
Во время Русско–турецкой войны русские войска занимали территорию Молдавии и Валахии. В связи с большой нехваткой медной разменной монеты на оккупированной территории в 1771—1774 годах была организована чеканка специальных медных монет. 24 февраля 1771 года вышел указ «Привилегия, данная барону Гартенбергу, на выделку 1.000.000 руб. молдавской медной монеты». Курс молдаво-Валахских денег к Российскими был следующим: 1 пара равнялась 3 деньгам, 2 пары это 3 копейки. 5 копеек получились большой красивой монетой. На лицевой стороне изображен двуглавый орел, под лапами которого находятся овальные щиты с гербами Молдавии (голова быка с рогами) и Валахии (стоящая на земле птица с крестом в клюве).

Реверс с российской монеты 1 пара 3 денги. 1772
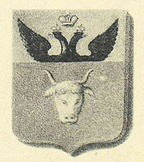
Герб Молдавского полевого полка с 1776 по 1783 годы
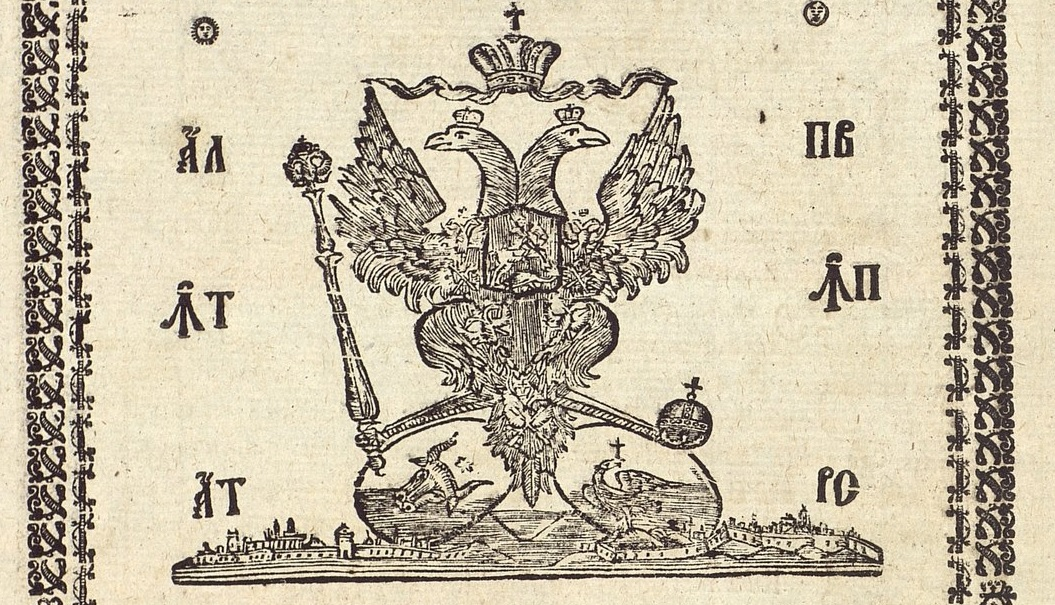
Герб России из книги Нямецкого монастыря, 1809

#### Австро-Венгрия
Во время Русско-турецкой войны 1768—1774 годов регион заняли русские войска и в 1775 году Османская империя подписала договор по которому Буковина отходила к Австрийской империи. Австрийцы в 1786 году включили край в качестве Черновицкого округа в состав королевства Галиции и Лодомерии. В январе 1849 года после революций, охвативших Австрийскую империю, Франц Иосиф I предоставил Буковине статус отдельного коронного края, и образовал Герцогство Буковина в персональной унии с Королем Галиции. Его административным центром стали Черновцы. 29 сентября 1850 года цесарь утвердил временную конституцию края. В ней подтверждалось, что Буковина является отдельной коронной землёй империи, что герцогство получает свой герб.

Малый герб
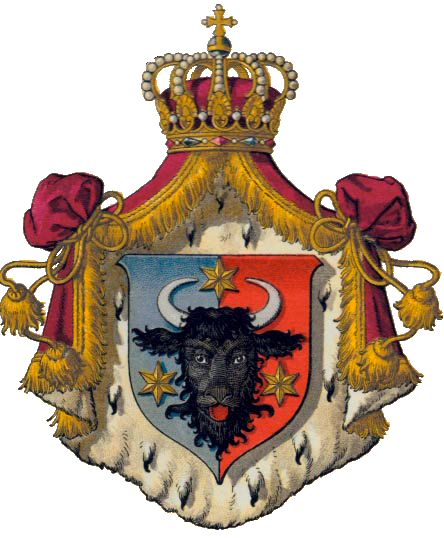
Большой герб
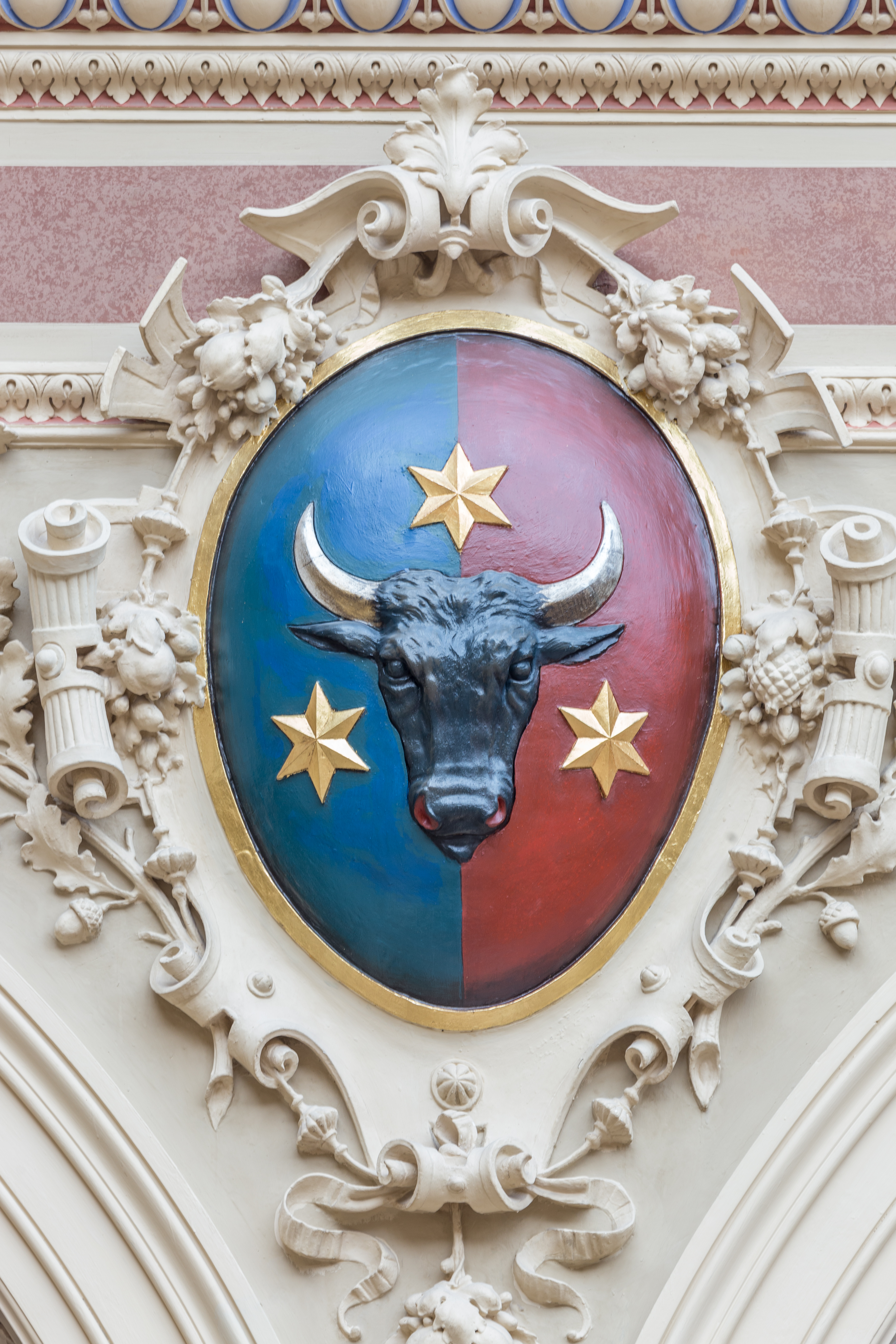
Зал собраний во Дворце правосудия, Вена